# Friedrich Schirmer (Intendant)
Friedrich Schirmer (* 7. September 1951 in Köln) ist ein deutscher Theaterintendant und Dramaturg.

## Leben
Friedrich Schirmer wurde als dritter Sohn des späteren kaufmännischen Direktors der Bremer Vulkan Werner Schirmer geboren, seine Mutter hatte Damenschneiderin gelernt. Seine älteren Brüder sind der Physiker Jochen Schirmer und der Verleger Lothar Schirmer. „Fritz“ Schirmer begann nach dem Abitur in Bremen im Jahr 1970 seine Theaterarbeit zunächst als Hospitant und nach wenigen Monaten bereits als Dramaturg am Westfälischen Landestheater in Castrop-Rauxel. 1973 engagierte ihn Kurt Hübner als Dramaturg an die Freie Volksbühne Berlin. Zu der Zeit arbeiteten dort Regisseure wie Rainer Werner Fassbinder, Wilfried Minks und Roberto Ciulli. Hans Dieter Schwarze, sein ehemaliger Intendant aus Castrop-Rauxel, holte ihn 1975 als Künstlerischen Betriebsdirektor ans Schauspiel der Städtischen Bühnen Nürnberg. Seine Entdeckung des Stückes Schweig, Bub! von Fitzgerald Kusz stand in seiner Inszenierung von 1976 bis zum 10. Mai 2010 ohne Unterbrechung auf dem Spielplan und wurde dort 730 mal gespielt. 1976/77 war Schirmer mit 25 Jahren für eine Spielzeit alleinverantwortliches Mitglied der kommissarischen Schauspielleitung. Nach einem Abstecher als Dramaturg an das Nationaltheater Mannheim (1978) kehrte er ein Jahr später als Chefdisponent der Oper unter Hans Gierster nach Nürnberg zurück.
Zwischen 1982 und 1985 war Schirmer Chefdramaturg der Städtischen Bühnen Dortmund. 1985 übernahm er die Intendanz der Württembergischen Landesbühne in Esslingen und entwickelte dort einen Spielplan mit lokalen Bezügen. Unter anderem brachte er Friedrich Wolfs Der Arme Konrad und Heinrich Laubes Die Karlsschüler zur Wiederaufführung. Von 1989 bis 1993 war er Intendant am Stadttheater Freiburg. Dort arbeitete er mit dem GMD Donald Runnicles zusammen, Oberspielleiter des Schauspiels wurde der junge Regisseur Jürgen Kruse, fester Gastregisseur Günther Gerstner. Stephan Kimmig und Christof Loy erarbeiteten dort ihre ersten Inszenierungen in Deutschland. Anne Tismer, Robert Hunger-Bühler, Manfred Meihöfer, Jürgen Rohe gehörten fest zum Schauspielensemble. Pavel Mikulastik begründete dort sein Choreographisches Theater.
Ab 1993 war Schirmer zunächst Schauspieldirektor, von 1996 bis 2005 dann Intendant des Schauspiels der Staatstheater Stuttgart. Hier gab er jungen Regisseuren die Chance sich zu profilieren, unter ihnen Christof Loy, Martin Kušej, Hans-Ulrich Becker, Stephan Kimmig und Elmar Goerden, später Marc von Henning, Jacqueline Kornmüller, Sebastian Nübling, Krzysztof Warlikowski sowie Hasko Weber (der später seine Nachfolge antrat). Er verwirklichte den Gedanken des Ensembletheaters und erschloss der Stadt zahlreiche neue Spielorte. Höhepunkt und Abschluss seiner Intendanz war das Festival Theater der Welt, das 2005 in Stuttgart stattfand, bei dem die Künstlerische Leiterin Marie Zimmermann für vier Wochen die ganze Stadt mit Theater überzog.
2005 ging Friedrich Schirmer als Intendant an das Deutsche Schauspielhaus in Hamburg. Neben einem neuen Ensemble engagierte er Regisseure wie Martin Kušej, Jürgen Gosch, Karin Henkel, Ivo van Hove, Sebastian Nübling, Volker Lösch, Markus Heinzelmann und Roger Vontobel. Auftragswerke für Autoren, wie Roland Schimmelpfennig, Simon Stephens, Ad de Bont und Erik Gedeon mit seiner Gattung Songdrama prägten Schirmers Arbeit am Deutschen Schauspielhaus. Die Uraufführungsinszenierung von Simon Stephens’ Pornographie wurde zum Berliner Theatertreffen 2008 eingeladen.
Volker Löschs Inszenierung Marat, was ist aus unserer Revolution geworden nach Peter Weiss (2009 eingeladen zum Berliner Theatertreffen) sorgte für heftige Diskussionen in der Stadt. Ein zentrales Projekt seiner Intendanz war die Etablierung des Jungen Schauspielhauses mit eigenem Ensemble, das unter seinem Leiter Klaus Schumacher vielbeachtetes Kinder- und Jugendtheater zeigt.
Mit Beginn der Spielzeit 2010/11 verschärfte sich die gravierende Unterfinanzierung des Schauspielhauses: Die bei der Vertragsverlängerung im Jahr 2008 zugesagte moderate Erhöhung des Etats wurde bereits zum zweiten Mal nicht eingehalten. Stattdessen verfügte die Stadt Hamburg eine Kürzung der Mittel. Friedrich Schirmer forderte den amtierenden Kultursenator Reinhard Stuth erneut auf, die finanziellen Zusagen einzuhalten oder zumindest die Kürzung zurückzunehmen. Als Stuth dieser Forderung nicht nachkam, trat Schirmer am 30. September 2010 zurück und bat um einen Aufhebungsvertrag.
Von September 2014 bis 2024 war Schirmer erneut Intendant der Württembergischen Landesbühne Esslingen, ab der Spielzeit 2019/20 gemeinsam mit Marcus Grube.

## Auszeichnungen
- 2024: Staufermedaille des Landes Baden-Württemberg[4]
- 2024: Ehrenplakette der Stadt Esslingen[4]

## Persönliches
Friedrich Schirmer war seit 1999 mit der Intendantin Marie Zimmermann (1955–2007) verheiratet. Seit 2014 ist er wieder verheiratet mit der Ärztin Andrea Güstrau.